# Bas Verwijlen
Bas Verwijlen (Oss, 1.º de outubro de 1983) é um ex-esgrimista neerlandês que conquistou a medalha de prata individual no Campeonato Mundial e no Campeonato Europeu em 2011.
Ele começou a praticar o esporte aos cinco anos, em 1988, no clube de esgrima de seu pai em Heesch, onde aprendeu tanto florete quanto espada. No âmbito olímpico, participou das edições de 2008, 2012, 2016 e 2020.
Em fevereiro de 2022, ele anunciou sua aposentadoria do esporte competitivo. No comunicado, destacou que pretendia se dedicar mais à família e à sua carreira profissional.

## Palmarès
Campeonato Mundial
| Ano  | Local   | Evento            | Posição | Ref.  |
| ---- | ------- | ----------------- | ------- | ----- |
| 2011 | Catânia | Espada individual | 2.ª     | [ 4 ] |
| 2005 | Lípsia  | Espada individual | 3.ª     | [ 5 ] |

Campeonato Europeu
| Ano  | Local     | Evento            | Posição | Ref.  |
| ---- | --------- | ----------------- | ------- | ----- |
| 2011 | Sheffield | Espada individual | 2.ª     | [ 6 ] |